# Contra Costa Centre
Contra Costa Centre est une census-designated place du comté de Contra Costa, dans l'État de Californie, aux États-Unis. En 2020, elle compte une population de 6 808 habitants.